# Ärttörnesläktet
Ärttörnesläktet (Ulex) är ett växtsläkte i familjen ärtväxter med ca 20 arter från Europa och Nordafrika. Några arter odlas som prydnadsväxter i Sverige.
Släktet består av täta, taggiga buskar. Bladen är vanligen strödda, till 1,5 cm långa, och ombildas till taggar när de mognar. Stipler saknas. Blommorna är doftande, 1,5-2,5 cm långa, ensamma eller några få i samlingar eller klasar. De kommer på fjolårsved och är kortskaftade, guldgula. Fodret kvarsittande, två-läppigt. Den nedre läppen har tre tänder och den övre har två tänder. Ståndarna är 10, sammanvuxna, i två längder. Pistillen är något krökt. Frukten är en hårig balja med 1-6 frön. Baljorna och fröna är giftiga, liksom hos många andra ärtväxter.

## Taxonomi
Arter enligt Catalogue of Life:
- Ulex argenteus
- Ulex boivinii
- Ulex borgiae
- Ulex cantabricus
- Ulex densus
- ärttörne (Ulex europaeus)
- Ulex gallii
- Ulex genistoides
- Ulex micranthus
- dvärgtörne
- Ulex parviflorus